# Anotogaster flaveola
Anotogaster flaveola – wątpliwy gatunek ważki z rodziny szklarnikowatych (Cordulegastridae). Został opisany z Tajwanu, stwierdzony także w północnym Wietnamie i południowo-wschodnich Chinach (prowincje Fujian i Guangdong). Karube i współpracownicy (2012) zsynonimizowali ten takson z Anotogaster klossi, potwierdzili to Schneider i współpracownicy (2024).